# Samitum
Samitum är en vävteknik med rötter i Främre Orienten på 300-talet. Samitum består av en varp med två funktioner, och två eller flera kompletterande inslag. Används endast två inslag blir väven motsatt på baksidan, används fler än två blandas de färger som inte är på framsidan. Samitum är en taqueté i kypert. Bindningen var mest aktuell under tidig medeltid i medelhavsländernas mönstrade siden.
Ordet Samitum kommer från grekiskans ord för "sextrådig".